# 波尔蒂施·拉约什
波尔蒂施·拉约什（Portisch Lajos，1937年4月4日—），匈牙利国际象棋棋手、特级大师。
波尔蒂施是1960年代至1980年代世界上最顶尖的非苏联棋手之一，曾于1962年至1993年间连次12次参加区际赛（Interzonal），8次进入世界冠军挑战者资格赛（1965年、1968年、1974年、1977年、1980年、1983年、1985年、1988年）。此外，他还曾9度获得匈牙利国际象棋全国冠军（1958年、1959年、1961年、1962年、1964年、1965年、1971年、1975年、1981年）。